# 1-propanolo
L'1-propanolo o alcol n-propilico (leggi: alcol normal propilico) è un alcol di formula CH3CH2CH2OH.
A temperatura ambiente si presenta come un liquido incolore dall'odore alcolico. È un composto molto infiammabile, irritante, che trova uso come solvente nell'industria farmaceutica e nelle preparazioni di resine e di esteri della cellulosa. In natura si forma in piccole quantità in molti processi di fermentazione.
Fu scoperto nel 1853 da Chancel, che lo ottenne per distillazione del fuselöl.
Dal punto di vista chimico, subisce le normali reazioni degli alcoli primari, può essere quindi convertito in alogenuro alchilico (ad esempio con iodio e fosforo rosso dà l'1-iodopropano, con tricloruro di fosforo e cloruro di zinco come catalizzatore dà l'1-cloropropano), reagisce con gli acidi carbossilici in presenza di acido solforico come catalizzatore a dare i corrispondenti esteri, la sua ossidazione con bicromato di potassio e acido solforico dà propionaldeide in basse rese (meglio ricorrere ad ossidanti più blandi), la sua ossidazione con acido cromico o altri ossidanti energici produce acido propionico.
L'1-propanolo viene prodotto industrialmente per idrogenazione catalitica della propionaldeide, questa è a sua volta ottenuta dall'idroformilazione dell'etilene con ossido di carbonio e idrogeno in presenza di un catalizzatore di cobalto ottacarbonile o di un complesso del rodio
H2C=CH2 + CO + H2 → CH3CH2CH=O
CH3CH2CH=O + H2 → CH3CH2CH2OH
In laboratorio può essere ottenuto per trattamento dell'1-iodopropano con ossido di argento umido.